# CDH12
CDH12‏ (Cadherin 12) هوَ بروتين يُشَفر بواسطة جين CDH12 في الإنسان.